# 5 000 mètres masculin aux Jeux olympiques d'été de 1992
Navigation
Séoul 1988 Atlanta 1996
L'épreuve du 5 000 mètres masculin aux Jeux olympiques de 1992 s'est déroulée les 6 et 8 août 1992 au Stade olympique de Montjuic de Barcelone, en Espagne.  Elle est remportée par l'Allemand Dieter Baumann.

## Résultats

### Finale
| Rang               | Athlète          | Pays        | Temps          |
| ------------------ | ---------------- | ----------- | -------------- |
| Médaille d'or      | Dieter Baumann   | Allemagne   | 13 min 12 s 52 |
| Médaille d'argent  | Paul Bitok       | Kenya       | 13 min 12 s 71 |
| Médaille de bronze | Fita Bayisa      | Éthiopie    | 13 min 13 s 03 |
| 4                  | Brahim Boutayeb  | Maroc       | 13 min 13 s 27 |
| 5                  | Yobes Ondieki    | Kenya       | 13 min 17 s 50 |
| 6                  | Worku Bikila     | Éthiopie    | 13 min 23 s 52 |
| 7                  | Rob Denmark      | Royaume-Uni | 13 min 27 s 76 |
| 8                  | Abel Anton       | Espagne     | 13 min 27 s 80 |
| 9                  | Mohamed Issangar | Maroc       | 13 min 28 s 97 |
| 10                 | Andrew Sambu     | Tanzanie    | 13 min 37 s 20 |
| 11                 | Domingos Castro  | Portugal    | 13 min 38 s 08 |
| 12                 | Bob Kennedy      | États-Unis  | 13 min 39 s 72 |
| 13                 | Pascal Thiébaut  | France      | 13 min 43 s 39 |
| 14                 | Dominic Kirui    | Kenya       | 13 min 45 s 16 |
| 15                 | Marcel Versteeg  | Pays-Bas    | 13 min 48 s 32 |
| 16                 | Salvatore Antibo | Italie      | 14 min 02 s 47 |

## Légende
Records et Performances
- AR : Record continental (area record)
- CR : Record des championnats (championship record)
- MR : Record du meeting (meet record)
- NR : Record national (national record)
- OR : Record olympique (olympic record)
- PR : Record paralympique (paralympic record)
- PB : Record personnel (personal best)
- SB : Meilleure performance personnelle de la saison (season's best)
- WL : Meilleure performance mondiale de l'année (world leader)
- WJR : Record du monde junior (world junior record)
- WR : Record du monde (world record)

Circonstances et Conditions
- DNF : N'a pas terminé (did not finish)
- DNS : N'a pas pris le départ (did not start)
- DQ : Disqualification (disqualification)
- NM : Aucun essai valable enregistré (No Mark)
- Q : Qualifié « directement » au prochain tour (ou à la prochaine compétition), lors d'une compétition majeure, grâce au classement ou à la réalisation des minima (automatic qualifier)
- q : Qualifié au prochain tour (ou à la prochaine compétition), lors d'une compétition majeure, grâce au repêchage ou à la réalisation de l'une des meilleures performances parmi celles des « non qualifiés directement » (grâce au meilleur temps ou à la meilleure distance par exemple) (secondary qualifier)